# Grand Prix automobile de Monaco 1998
GP précédent GP suivant
Le Grand Prix automobile de Monaco 1998 (Grand Prix de Monaco 1998), disputé le 24 mai 1998 sur le circuit de Monaco, est la 620e épreuve du championnat du monde de Formule 1 courue depuis 1950. Il s'agit de la 56e édition du Grand Prix de Monaco, la 45e comptant pour le championnat du monde de Formule 1 et la sixième manche du championnat 1998.

## Qualifications
| Pos. | No | Pilote                | Écurie              | Temps          |
| ---- | -- | --------------------- | ------------------- | -------------- |
| 1    | 8  | Mika Häkkinen         | McLaren-Mercedes    | 1 min 19 s 798 |
| 2    | 7  | David Coulthard       | McLaren-Mercedes    | 1 min 20 s 137 |
| 3    | 5  | Giancarlo Fisichella  | Benetton-Playlife   | 1 min 20 s 368 |
| 4    | 3  | Michael Schumacher    | Ferrari             | 1 min 20 s 702 |
| 5    | 2  | Heinz-Harald Frentzen | Williams-Mecachrome | 1 min 20 s 729 |
| 6    | 6  | Alexander Wurz        | Benetton-Playlife   | 1 min 20 s 955 |
| 7    | 4  | Eddie Irvine          | Ferrari             | 1 min 21 s 712 |
| 8    | 17 | Mika Salo             | Arrows              | 1 min 22 s 144 |
| 9    | 15 | Johnny Herbert        | Sauber-Petronas     | 1 min 22 s 157 |
| 10   | 12 | Jarno Trulli          | Prost-Peugeot       | 1 min 22 s 238 |
| 11   | 14 | Jean Alesi            | Sauber-Petronas     | 1 min 22 s 257 |
| 12   | 16 | Pedro Diniz           | Arrows              | 1 min 22 s 355 |
| 13   | 1  | Jacques Villeneuve    | Williams-Mecachrome | 1 min 22 s 468 |
| 14   | 18 | Rubens Barrichello    | Stewart-Ford        | 1 min 22 s 540 |
| 15   | 9  | Damon Hill            | Jordan-Mugen-Honda  | 1 min 23 s 151 |
| 16   | 10 | Ralf Schumacher       | Jordan-Mugen-Honda  | 1 min 23 s 263 |
| 17   | 19 | Jan Magnussen         | Stewart-Ford        | 1 min 23 s 411 |
| 18   | 11 | Olivier Panis         | Prost-Peugeot       | 1 min 23 s 536 |
| 19   | 22 | Shinji Nakano         | Minardi-Ford        | 1 min 23 s 957 |
| 20   | 21 | Toranosuke Takagi     | Tyrrell-Ford        | 1 min 24 s 538 |
| 21   | 23 | Esteban Tuero         | Minardi-Ford        | 1 min 24 s 031 |
| Nq.  | 20 | Ricardo Rosset        | Tyrrell-Ford        | 1 min 25 s 737 |

## Classement
| Pos. | No | Pilote                | Écurie              | Tours | Temps/Abandon                      | Grille | Points |
| ---- | -- | --------------------- | ------------------- | ----- | ---------------------------------- | ------ | ------ |
| 1    | 8  | Mika Häkkinen         | McLaren-Mercedes    | 78    | 1 h 51 min 23 s 595 (141,459 km/h) | 1      | 10     |
| 2    | 5  | Giancarlo Fisichella  | Benetton-Playlife   | 78    | + 11 s 475                         | 3      | 6      |
| 3    | 4  | Eddie Irvine          | Ferrari             | 78    | + 41 s 378                         | 7      | 4      |
| 4    | 17 | Mika Salo             | Arrows              | 78    | + 1 min 00 s 363                   | 8      | 3      |
| 5    | 1  | Jacques Villeneuve    | Williams-Mecachrome | 77    | + 1 tour                           | 13     | 2      |
| 6    | 16 | Pedro Diniz           | Arrows              | 77    | + 1 tour                           | 12     | 1      |
| 7    | 15 | Johnny Herbert        | Sauber-Petronas     | 77    | + 1 tour                           | 9      |        |
| 8    | 9  | Damon Hill            | Jordan-Mugen-Honda  | 76    | + 2 tours                          | 15     |        |
| 9    | 22 | Shinji Nakano         | Minardi-Ford        | 76    | + 2 tours                          | 19     |        |
| 10   | 3  | Michael Schumacher    | Ferrari             | 76    | + 2 tours                          | 4      |        |
| 11   | 21 | Toranosuke Takagi     | Tyrrell-Ford        | 76    | + 2 tours                          | 20     |        |
| 12   | 14 | Jean Alesi            | Sauber-Petronas     | 72    | Boîte de vitesses                  | 11     |        |
| Abd. | 12 | Jarno Trulli          | Prost-Peugeot       | 56    | Boîte de vitesses                  | 10     |        |
| Abd. | 11 | Olivier Panis         | Prost-Peugeot       | 49    | Roue                               | 18     |        |
| Abd. | 10 | Ralf Schumacher       | Jordan-Mugen-Honda  | 44    | Accident                           | 16     |        |
| Abd. | 6  | Alexander Wurz        | Benetton-Playlife   | 42    | Accident                           | 6      |        |
| Abd. | 19 | Jan Magnussen         | Stewart-Ford        | 30    | Suspension                         | 17     |        |
| Abd. | 7  | David Coulthard       | McLaren-Mercedes    | 17    | Moteur                             | 2      |        |
| Abd. | 18 | Rubens Barrichello    | Stewart-Ford        | 11    | Suspension                         | 14     |        |
| Abd. | 2  | Heinz-Harald Frentzen | Williams-Mecachrome | 9     | Collision                          | 5      |        |
| Abd. | 23 | Esteban Tuero         | Minardi-Ford        | 0     | Accident                           | 21     |        |
| Nq.  | 20 | Ricardo Rosset        | Tyrrell-Ford        |       | Non qualifié                       |        |        |

## Pole position et record du tour
- Pole position : Mika Häkkinen en 1 min 19 s 798 (vitesse moyenne : 151,899 km/h).
- Meilleur tour en course : Mika Häkkinen en 1 min 22 s 948 au 29e tour (vitesse moyenne : 146,130 km/h).

## Tours en tête
- Mika Häkkinen : 78 (1-78)

## Classements généraux à l'issue de la course
| Pos. | Pilote                | Écurie              | Points |
| ---- | --------------------- | ------------------- | ------ |
| 1    | Mika Häkkinen         | McLaren-Mercedes    | 46     |
| 2    | David Coulthard       | McLaren-Mercedes    | 29     |
| 3    | Michael Schumacher    | Ferrari             | 24     |
| 4    | Eddie Irvine          | Ferrari             | 15     |
| 5    | Alexander Wurz        | Benetton-Playlife   | 9      |
| 6    | Heinz-Harald Frentzen | Williams-Mecachrome | 8      |
| 7    | Jacques Villeneuve    | Williams-Mecachrome | 8      |
| 8    | Giancarlo Fisichella  | Benetton-Playlife   | 7      |
| 9    | Jean Alesi            | Sauber-Petronas     | 3      |
| 10   | Mika Salo             | Arrows              | 3      |
| 11   | Rubens Barrichello    | Stewart-Ford        | 2      |
| 12   | Johnny Herbert        | Sauber-Petronas     | 1      |
| 13   | Pedro Diniz           | Arrows              | 1      |

| Pos. | Écurie              | Points |
| ---- | ------------------- | ------ |
| 1    | McLaren-Mercedes    | 75     |
| 2    | Ferrari             | 39     |
| 3    | Benetton-Playlife   | 16     |
| 4    | Williams-Mecachrome | 16     |
| 5    | Arrows              | 4      |
| 6    | Sauber-Petronas     | 4      |
| 7    | Stewart-Ford        | 2      |

## Statistiques
- 5e victoire pour Mika Häkkinen.
- 112e victoire pour McLaren en tant que constructeur.
- 17e victoire pour Mercedes en tant que motoriste.